# Y-kromoszóma

Az Y-kromoszóma ideogramja (kromoszóma jellegzetességeit rögzítő diagram, az ideogram a kariogram grafikus ábrázolása)

Az Y-kromoszóma a legtöbb emlősnél, az embert is beleértve, a két ivart meghatározó, azaz szexkromoszóma egyike (a másik az X-kromoszóma).

## Az Y-kromoszóma evolúciója
Az X- és Y-kromoszómák a hüllőknél alakultak ki, mint protokromoszómák kb. 300 millió évvel ezelőtt. A gének egyike mutálódott és átalakult az SRY génné. Az Y elszigetelődött, így nem érvényesülnek rajta a sejtosztódás során létrejövő változások.

## A humán Y-kromoszóma jellegzetességei
A humán Y-kromoszóma kb. 50 millió bázispárból áll, a sejtek DNS-ének 1,5-2%-át teszi ki. A szülői vonalak követésére is alkalmas. Részét képezi a humán nemi meghatározottságnak, mivel olyan géneket tartalmaz, melyek kiváltják a férfi nemi jegyek kifejlődését.
- Bázispárok száma: 57 701 691
- Gének száma: 104
- Ismert funkciójú gének száma: 76
- Pszeudogének száma: 54
- SNP-k (single nucleotide polymorphism = egyszerű nukleotid polimorfizmus) száma: 30 623

- Az Y legnagyobb része nem funkcionális, így mindössze néhány betegség társul specifikusan ehhez a kromoszómához.

## Funkció
Minden ember minden sejtjében normális esetben egy pár szexkromoszómát találunk, melyből az egyik Y, ha férfiról beszélünk.
A gének számának meghatározása gyakran metódus kérdése, ezért vannak eltérő értékek az Y-kromoszóma génjeinek becslésekor. Ezt jelenleg 70 és 300 közé teszik. Ezen gének többsége a férfi nemi jellegek kifejlődésében játszik kulcsszerepet.

## Az Y-kromoszómához kapcsolódó betegségek
- Klinefelter-szindróma
- 47,XYY szindróma

## Jelentősége a családfakutatásban
Mivelhogy csak férfi örökítheti fiának, ezért lehetőséget nyújt apai szülői vonalak követésére. Tökéletes megoldás népvándorlások genetikai modellezésére. A mitokondriális anyai DNS-hez hasonlóan az apai Y DNS képtelen etnikumok közötti keveréseket kimutatni, valamint meghatározni az etnikumok közötti genetikai távolságot (rokonságot) és nagyon kevés információt tartalmaz. Ezért néprokonság és személyes etnikai összetétel kutatására sokkal alkalmasabb a jóval több információt tartalmazó 22 kromoszómát együttesen vizsgáló autoszomális DNS kutatás.

## Lásd még
- Y-kromoszomális Ádám
- Kromoszóma
- Genetikai betegség
- Genetikai betegségek listája
- X-kromoszóma